# Malutina (obwód kurski)
Malutina (ros. Малютина) – wieś (ros. деревня, trb. dieriewnia) w zachodniej Rosji, w sielsowiecie katyrinskim rejonu oktiabrskiego w obwodzie kurskim.

## Geografia
Miejscowość położona jest nad Sejmem (lewy dopływ Desny), 4 km od centrum administracyjnego sielsowietu (Mitrofanowa), 9 km na zachód od centrum administracyjnego rejonu (Priamicyno), 25 km na południowy zachód od Kurska, 20 km od drogi magistralnej (federalnego znaczenia) M2 «Krym».
We wsi znajduje się ulica Lesnaja i (ogółem) 212 posesji.
Klimat
Miejscowość, jak i cały rejon, znajduje się w strefie klimatu kontynentalnego z łagodnym ciepłym latem i równomiernie rozłożonymi opadami rocznymi (Dfb w klasyfikacji klimatów Köppena).

## Demografia
W 2010 r. wieś zamieszkiwało 114 osób.